# Pessinetto
Pessinetto is een gemeente in de Italiaanse provincie Turijn (regio Piëmont) en telt 625 inwoners (31-12-2004). De oppervlakte bedraagt 5,4 km², de bevolkingsdichtheid is 116 inwoners per km².

## Demografie
Pessinetto telt ongeveer 354 huishoudens. Het aantal inwoners daalde in de periode 1991-2001 met 9,0% volgens cijfers uit de tienjaarlijkse volkstellingen van ISTAT.
| Jaar | Inwoneraantal |
| ---- | ------------- |
| 1991 | 667           |
| 2001 | 607           |

## Geografie
Pessinetto grenst aan de volgende gemeenten: Monastero di Lanzo, Ceres, Mezzenile, Lanzo Torinese, Traves, Germagnano.
1. ↑  https://demo.istat.it/?l=it.